# Верхнє Бургундське королівство
Верхнє Бургу́ндське королівство (фр. Royaume de Haute-Bourgogne), відоме також як Транс'юранська Бургу́ндія (лат. Burgundia Transiurana, фр. Bourgogne transjurane) — недовговічна франкська феодальна держава, заснована у 888 році Рудольфом I з дому Вельфів на території колишнього Середнього Франкського королівства.
Королівство складалось з каролінзької марки Транс'юранська Бургундія (фр. Bourgogne transjurane, дослівно — «Бургундія за горами Юра») на південний схід від гір Юра, яка відповідає сучасним Західній Швейцарії та Французькій Савої, та Бургундського графства, розташованого на північному заході від цих гір, що відповідає сучасному французькому регіону Франш-Конте. В 933 році син Рудольфа I, Рудольф II став також королем Нижнього Бургундського королівства і об'єнав дві частини в єдине Бургундське королівство, що з XII століття стало відоме як Арелатське королівство або Арелат, від його столиці в Арлі (Арелаті).

## Назва
Назва «Верхня Бургундія» походить від розташування території королівства вище по річці Рона, на відміну від «Нижньої Бургундії» (вона ж Цис'юранська Бургундія або Провансальське королівство), що розташовувалось «нижче» по течії Рони.
Назва «Трансюранська Бургундія» походить від розташування королівства «за горами Юра» на відміну від «Цис'юранської Бургундії» (вона ж Нижння Бургундія), що лежала «з цього боку» гірського масиву Юра.

## Територія
Транс'юранська Бургундія була маркою в складі Каролінзької імперії і охоплювала Швейцарське плато від гір Юра до перевалу Великий Сен-Бернар у Західних Альпах. Таким чином, його територія приблизно включала західну частину сучасної Швейцарії (до лінії Брюніг — Напф — Ройс), зокрема Романдію з містами Женева, Лозанна та Сьйон, а також кантони Ааргау, Берн і Вале і прилеглі частини сучасних французьких департаментів Верхня Савоя та Ен, а також долину Валле-д'Аоста, яка сьогодні належить Італії.

## Історія
В 843 році, після розділу Каролінзької імперії на три частини за Верденським договором, територія франкського Бургундського королівства, за винятком його північно-західної частини (Бургундського герцогства) увійшла до недовгочасного Середнього Франкського королівства імператора Лотара I.
В 855 році Середнє Франкське королівство було в свою чергу розділено між синами Лотара I за Прюмським договором. Старший Людовик отримав Італійське королівство, Трансюранська Бургундія разом з бургундськими графствами навколо Безансона та Доля на річці Ду увійшла до складу королівства середнього сина Лотара II (Лотаринзьке королівство), а їх молодший брат Карл отримав Нижню Бургундію з Ліоном, В'єнном та Греноблем, а також Прованс. Після смерті Карла у 863 році, його території були розділені між старшими братами: Лотар II додатково отримав  північні бургундські графства, а територія Провансу на півдні перейшла до їх старшого брата, короля Італії Людовика II.
Транс'юранським герцогством тоді правив Гукберт, нащадок династії Бозонідів, молодший син Бозона Старшого, графа Арльського, який через свою сестру Теутбергу був зятем короля Лотара II. Однак після того, як Лотар II розлучився з Теутбергою, Гукберт потрапив у немилість, зазнав поразки в битві при Орбі і в 864 році графом Трансюранії став Конрад II Осерський з дому Вельфів (Рудольфінги), який з 866 року правив Транс'юранією як маркграф. У 869 році Лотар II помер без спадкоємців і його Лотаринзьке королівство за Меерсенським договором 870 року було поділено між Західним та Східним Франкським королівствами, що очолювались братами його батька Карлом Французьким і Людовиком Німецьким.
Син Людовика Німецького, імператор Карл Товстий в 884 році знову об'єднав усі території Каролінгів, за винятком Прованського королівства (Королівства Нижньої Бургундії), заснованого Бозо В'єннським у 879 році.

### Королівство Верхньої Бургундії

Розідл Середнього Франкського королівства за Прюмським договором у 855 році. Верхня Бургундія в складі Лотаринзького королівства (фіолетовим), Нижня Бургундія і Прованс в складі Провансальського королівства (помаранчевим)

Після того, як імператор Карл III Товстий був скинутий повсталими баронами і помер у 888 році, імперія Каролінгів знову розпалася. В ситуації вакуума влади, анархії та невизначеності, феодали та вище духовенство Верхньої Бургундії зібралися в абатстві Св. Моріса в Агаунумі, і обрали своїм королем Транс'юранського маркграфа Рудольфа I, сина попереднього графа Конрада II.
Спочатку король Рудольф I намагався об'єднати під своєю владою усе Лотаринзьке королівство Лотара II, але сильна опозиція з боку короля Східного Франкського королівства Арнульфа Каринтійського, що також претендував на Лотарингію, змусила Рудольфа обмежити свої притязання територією Транс'юранії та  Бургундського графства. Арнульф спочатку визнав правління Рудольфа у Верхній Бургундії, але пізніше, в 895 році оголосив королем усієї Лотарингії свого позашлюбного сина Цвентібольда.
Рудольф був одружений з Гіллою (Віллою) Провансальською, ймовірно, дочкою Бозона, короля Нижньої Бургундії і Провансальського королівства. Після смерті Рудольфа в 912 році, Верхню Бургундію успадкував його син Рудольф II, а його вдова Гілла вдруге вийшла заміж за графа Гуго Арльського, який став королем Нижньої Бургундії в 924 році.
Рудольф II спробував розширити своє королівство, нападаючи на сусідні території німецького Швабського герцогства на північному заході. Він просунувся до Верхнього Рейну і в 916 році захопив місто Базель. Однак він знову втратив швабські володіння Тургау та Цюріхгау, коли зазнав поразки від військ герцога Бурхарда II у битві під Вінтертуром 919 року. Щоб укласти мир, він одружився з дочкою Бурхарда Бертою Швабською.
З цього моменту Рудольф II змінив напрямок своїх територіальних претензій і розпочав кампанію на півдні — в Італійському королівстві, де він об'єднався із бунтівним маркграфом Іврейським Адальбертом I і в 923 році під Фіоренцуолою завдав поразки імператору та королю Італії Беренгару I. Наступного року він був коронований королем Італії. Однак против його правління повстали місцеві феодали, які закликали до Італії його вітчима, короля Нижньої Бургундії Гуго Арльського, який рушив на чолі свого війська в Італію. Тесть Рудольфа, герцог Швабський Бурхард II, поспішив йому на допомогу, але був убитий у Новарі людьми архієпископа Ламберта Міланського. У підсумку Гуго Арльський вигнав свого пасинка Рудольфа з Італії та в 926 році сам був коронований залізною короною Ломбардії в Павії.

### Об'єднання з Нижньою Бургундією

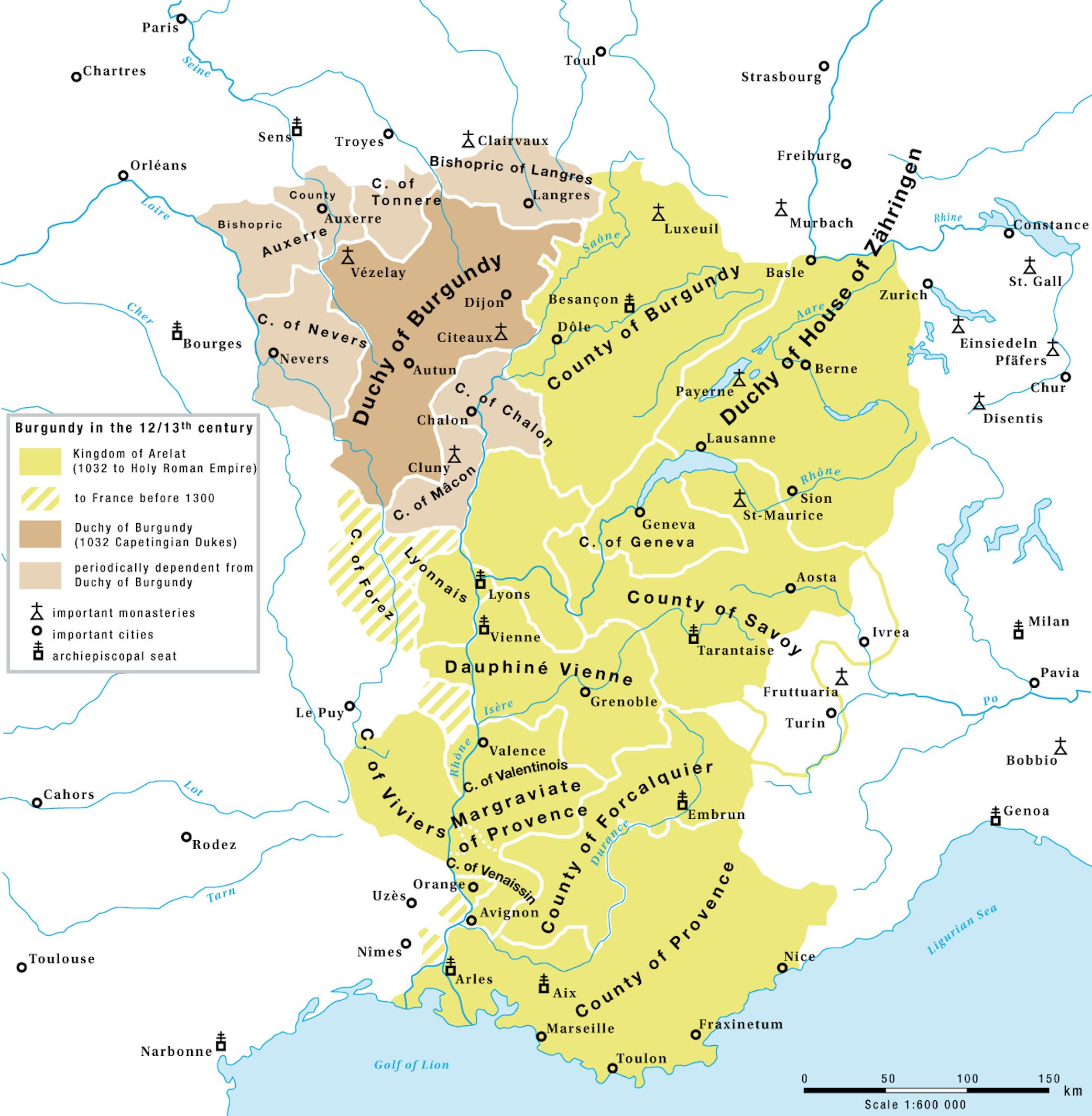
Бургундські землі близько 1200 р

Рудоль II продовжував боротьбу і нарешті в 933 році вони з Гуго досягли компромісу. Рудольф відмовився на користь Гуго від усіх претензій на Італійську корону і натомість отримав від Гуго Нижнє Бургундське королівство, таким чином знову об'єднавши під своєю владою обидві частини Бургундського королівства. Нащадки Рудольфа з дому Вельфів, Конрад Мирний в 937—993 роках і  Рудольф III в 993—1032 роках правили в об'єднаному Бургундському (Арелатському) королівстві.
Після вимирання лінії Вельфів у 1032 році, Бургундське королівство було включено імператором Конрадом II до складу Свяященної Римської імперії, третім королівством разом з Німецьким та Італійським, всуперч претензіям на нього графа Еда II Блуасського. Після цього король римлян і імператор Священної Римської імперії Конрад II прийняв титул короля Бургундії. Титул бургундського «ректора», що відносився до колишнього маркграфства Транс'юранії, був відновлений для швабського герцогського Церінгенського дому королем Німеччини Лотарем II у 1127 році.

## Правителі Верхньої Бургундії
- Гукберт (? — 864)
- Конрад II, герцог Транс'юранської Бургундії (864—876)
- Рудольф I Бургундський (? — ?), король з 888 року
- Рудольф II Бургундський (? — ?), також король Нижньої Бургундії з 933 р.
- Конрад I Бургундський (937—993), також король Нижньої Бургундії
- Рудольф III Бургундський (993—1032), також король Нижньої Бургундії

Лінія вимерла і Бургундське королівство було інкорпороване в склад Священної Римської імперії.